# Hyla imitator
"Hyla" imitator é uma espécie de anfíbio da família Hylidae. Endêmica do Brasil, onde pode ser encontrada apenas na localização-tipo no lago Codajás, ao norte do rio Amazonas, entre Manaus e Tefé. Numa revisão do gênero Hyla em 2005, os pesquisadores não conseguiram determinar o posicionamento de diversas espécies previamente classificadas no gênero Hyla, considerando-as como incertae sedis.